# Camino (navegador web)
Camino és un navegador web gratuït, de codi obert, basat en una interfície d'usuaris basada en el motor de disseny Gecko de Mozilla i dissenyat específicament pels sistemes operatius Mac OS X. En lloc de una interfície d'usuari basada en XUL utilitzada en la majoria d'aplicacions basades en Mozilla, Camino utilitzava API's natives Cocoa. El 30 de maig de 2013, els desenvolupadors de Camino van anunciar que s'abandonava el projecte, convidant als usuaris a utilitzar navegadors alternatius com Firefox, Chrome o Safari.
L'objectiu de Camino era integrar-se el màxim possible amb OS X utilitzant la interfície d'usuari Aqua i va integrar una sèrie de serveis i funcions de OS X, com el Keychan per la gestió de contrasenyes i Bonjour per escanejar els marcadors disponibles a la xarxa local. Altres característiques inclouen un bloquejador de finestres emergents, un bloquejador d'anuncis integrats i la navegació per pestanyes que inclou una funció de visió general que permet que les pestanyes es vegin totes a la vegada com si fossin pàgines.

## Història
A finals de l'any 2001, Mike Pinkerton i Vidur Apparao van iniciar un projecte dins de Netscape per provar que el motor Gecko es podia integrar en una aplicació amb l'API Cacao. A principis de 2002, Dave Hyatt, un dels creadors de Firefox, es va unir a l'equip i van crear Chimera, una petita i lleugera "cobertura" de navegador. El nom de "Chimera" ve de l'animal mitològic Quimera, que era una barreja de varis animals. Als creadors els va semblar que representava un exemple clar del que era treballar amb codi Carbon/C++ interactuant amb codi Objective-C/Cocoa.
La primera versió descarregable de Chimera 0.1 va ser publicada el 13 de febrer de 2002. Les primeres versions es van fer populars gràcies a la seva càrrega ràpida de pàgines en comparació amb els navegadors en moment dominants en Mac o la versió 5 d'Internet Explorer.
Hyatt va ser contractat per Apple Computer a mitjans de 2002 per començar a treballar en el que es convertiria en Safari. Mentrestant, els desenvolupadors de Chimera van reunir un petit equip dins de Netscape, amb control i desenvolupament dedicats, per crear un avanç de la tecnologia de la marca Netscape per la conferència de MacWorld del gener de 2003. Tot i això, dos dies abans de l'espectacle, la direcció d'AOL va decidir abandonar tot el projecte. Tot i el contratemps, petit equip central de QA i desenvolupadors va llançar Camino 0.7 el 3 març de 2003.
Mentre que la versió 0.7 era principalment una versió impulsada per Netscape mantinguda pel codi obert, la versió 0.8 era, segons el seu desenvolupador en cap Pinkerton, "un triomf del codi obert i del procés d'obertura". Gent de tot el món va ajudar el projecte amb pedaços de seguretat, control de qualitat, detecció d'errors i disseny.
El març del 2006, el lloc web de Camino es va traslladar del domini mozilla.org de la Fundació Mozilla al domini caminobrowser.org del Projecte Camino.
Camino 1.0 va ser publicat el 14 de febrer de 2006, i va ser el primer navegador de la família Mozilla en aparèixer com a binari universal, gràcies, en gran manera als esforços de Mark Mentovai, un dels desenvolupadors de Camino.
Camino 2.0 va ser publicat el 18 de novembre de 2009. Va introduir moltes noves característiques de interfície de navegador, incloent pestanyes mòbils i vista prèvia de pestanyes. Va ser el primer llançament de Camino que complia amb la norma Acid2.
Amb el llançament de Camino 2.1 l'any 2011, els desenvolupadors van anunciar plans de transició a WebKit per a futures versions, ja que Mozilla havia deixat de suportar la integració amb Gecko.
L'última versió de Camino que va ser publicada va ser la 2.1.2, publicada el 14 de març de 2012.
El 30 de maig de 2013, Stuart Morgan va anunciar al blog de Camino havia arribat al seu final, i que s'havia abandonat el projecte.

## Versions
| Versió | Data                   | Versió de OS X mínima | Característiques |
| ------ | ---------------------- | --------------------- | --- |
| 0.1    | 13 de febrer de 2002   | 10.1                  | Versió inicial. |
| 0.2    | 6 d'abril de 2002      | 10.1                  | Millorat el desplaçament de les barres. Correccions de pestanyes i millora de velocitat. Nova finestra de benvinguda. Correccions d'estabilitat i seguretat. |
| 0.4    | 24 de juliol de 2002   | 10.1                  | Correccions en descàrregues, estabilitat i varies correccions d'errors. |
| 0.5    | 9 de setembre de 2002  | 10.1                  | Millorat el rendiment amb moltes pestanyes obertes. Correccions en plugins Java. Es mostra un quadre de diàleg al descarregar un fitxer. Corregit error al importar preferits i en la barra de preferits. Es modifiquen accessos directes de teclat per evitar conflictes. Corregit un problema al copiar i enganxar text. Millorat el suport per arrossegar i deixar anar. Afegides icones addicionals a la interfície d'usuari. Corregides visualitzacions d'alguns caràcters japonesos i caràcters no romans. |
| 0.6    | 4 de novembre de 2002  | 10.1                  | Afegit suport per Keychain per gestionar contrasenyes. Afegits botons més grans. Menús contextuals a les pestanyes. Es pot establir pàgina de cerca per defecte. Es pot editar la llista de webs on acceptar cookies. Estabilitat millorada i correccions de dibuixos amb plugins. Correcció de descàrregues de fitxers DMG. Reorganització de les preferències. Corregit un problema al importar marcadors d'un fitxer gran. Corregits problemes d'inicialització d'algunes aplicacions amb OS X 10.1. Corregits accessos directes de teclat. Millorat el suport per arrossegar. Millores visuals dels marcadors i barres laterals. Correccions de seguretat. |
| 0.7    | 6 de març de 2003      | 10.1                  | Canvi de nom a Camino per motius legals. Nou gestor de descàrregues. Nou historial a la barra lateral. Suport per a Shockwave. Correccions i millores en la interfície d'usuari (finestres emergents, barra de direccions, historial i diàlegs de JavaScript). Millores en menús i barres d'eines. Millores de plugins (Real Player, QuickTime, Java i Shockwave). Millores en l'ús dels preferits i visualització de les pàgines. |
| 0.8    | 23 de juny de 2004     | 10.1                  | Nova imatge i noves icones. Actualitzar motor Gecko 1.7. Interfície del gestor de descàrregues més compacta. Sistema de marcadors reescrit i capaç d'importar marcadors de Safari, IE i Firefox i integració amb Bonjour. Camp de cerca a Google a la barra d'eines. Capacitat d'administrar cookies i desbloquejar finestres emergents. Correccions d'errors de la interfície d'usuari. |
| 0.8.1  | 25 d'agost de 2004     | 10.1                  | Actualització del motor Mozilla Gecko 1.7.2. Correccions de localització. Corregides quatre vulnerabilitats de Gecko. |
| 0.8.2  | 6 de desembre de 2004  | 10.1                  | Correccions en les carpetes dels marcadors, la importació i els separadors. Correccions per millorar la localització. |
| 0.8.3  | 31 de març de 2005     | 10.1                  | Actualització del motor Mozilla Gecko 1.7.6. Correccions de la barra d'ubicació i de la barra de preferències. Correcció d'un error al navegar amb Google Maps. Ara s'utilitza l'idioma predeterminat de Mac OS per fer la sol·licitud a les pàgines. Correccions a la finestra de preferències. |
| 0.8.4  | 28 d'abril de 2005     | 10.1                  | Corregit un problema crític en Mac OS X 10.4 al obrir una nova pestanya amb un plugin. Corregits varis problemes de seguretat crítics. Correcció del bloqueig al arrossegar mentre es carreguen pàgines. Correcció de les fonts segons la localització. |
| 0.8.5  | 25 d'abril de 2006     | 10.1                  | Correccions de seguretat crítiques. Última versió disponible per Mac OS X 10.1 |
| 1.0    | 14 de febrer de 2006   | 10.2.8                | Ara Camino és un binari universal, que permet executar-se en Mac's basats en PowerPC i Intel. Nova aparença de la barra de pestanyes. Possibilitat de aturar i reprendre les descàrregues i sistema més optimitzat. Millorat el rendiment del plugin Java. Suport per certificats. Possibilitat d'omplir formularis des de la llibreta de direccions. Es poden fer cerces dins de l'historial. Suport per més estàndards (SVG, JavaScript 1.6, CSS2 i CSS3). |
| 1.0.1  | 2 de maig de 2006      | 10.2.8                | Correccions de seguretat crítiques. Actualitzat el Java Embedding Plugin 0.9.5d. Millorat el bloqueig d'anuncis. Habilitat la obertura de fitxers SVG locals. Solucionat el problema en què els Mac basats en Intel no podien llegir claus de Keychain. |
| 1.0.2  | 20 de juny de 2006     | 10.2.8                | Correccions de seguretat crítiques. Correcció d'un problema de Camino 1.0.1 en que s'ignorava l'autoconfiguració de proxy. Solucionat problema de rendiment amb Bonjour. |
| 1.0.3  | 14 de setembre de 2006 | 10.2.8                | Correccions crítiques de seguretat i estabilitat. Actualitzat Java Embedding Plugin. Millorat el bloqueig d'anuncis. |
| 1.0.4  | 7 de març de 2007      | 10.2.8                | Correccions crítiques de seguretat. Actualitzat el Java Embedding Plugin 0.9.6. Suport per importar marcadors iCab3. Millorat l'ús dels arxius d'accés directe URL. Correccions de certs quadres de diàleg. Millorat el bloqueig d'anuncis. Camino fa una copia de seguretat dels marcadors si el fitxer no està danyat i ho restaura si son il·legibles. |
| 1.0.5  | 20 de juny de 2007     | 10.2.8                | Correccions crítiques seguretat i estabilitat. Actualitzat motor de Mozilla Gecko a la versió 1.8.0.12. Correccions a les miniatures de Picassa. Corregit l'editor d'scripts en Mac OS X 10.2 i 10.3. Millorada la visualització de plugins. Ajustament de les fonts xineses, coreanes i japoneses. Actualitzat el Java Embedding Plugin 0.9.6.2. Millorat el bloquejador d'anuncis. Correccions en l'autocompleat de formularis. |
| 1.0.6  | 30 d'agost de 2007     | 10.2.8                | Correccions crítiques de seguretat i estabilitat. Correcció d'inici de sessió en Mac OS X 10.2.8. Millorat el bloqueig d'anuncis. |
| 1.5    | 5 de juny de 2007      | 10.3.0                | Millorada la correcció ortogràfica. Possibilitat de restaurar pestanyes tancades. Navegació per pestanyes millorada. Millores visuals del bloqueig de finestres emergents. Control de plugins millorat. Millores en la gestió de descàrregues, de cookies i de la barra de cerca. Re-organització de menús i dreceres de teclat. Actualització del motor Mozilla Gecko 1.8.1. Suport per JavaScript 1.7. |
| 1.5.1  | 17 d'agost de 2007     | 10.3.0                | Actualització del motor Mozilla Gecko 1.8.1.6. Ajustament correcte per fonts japoneses, coreanes i xineses. Camino ja no es bloqueja al fer botó dret sobre determinats menús. Millorat el bloqueig de publicitat. Correccions d'alertes quan Camino està ocult. Correccions lingüístiques en els menús contextuals. Camino ja no omplirà el camp de contrasenyes en formularis desactivats. |
| 1.5.2  | 19 d'octubre de 2007   | 10.3.0                | Actualitzat el motor de Mozilla Gecko a la versió 1.8.1.8. Actualització de Java Embedding Plugin a versió 0.9.6.3. Millorat el bloqueig d'anuncis. Corregit un error amb JavaScript. Correccions a les macros. Les llistes llargues de descàrregues i icones corruptes ja no aturen la navegació. Correccions a les icones per a llocs. |
| 1.5.3  | 1 de novembre de 2007  | 10.3.0                | Actualitzat el motor del Mozilla Gecko a la versió 1.8.1.9. |
| 1.5.4  | 5 de desembre de 2007  | 10.3.0                | Actualiztat el motor de Mozilla Gecko a la versió 1.8.1.11. Compatibilitat millorada amb llocs DHTML. Bloqueig d'anuncis millorat. Ara Camino purga les icones de llocs webs caducats al sortir. Millorat l'aspecte de la barra d'estat. La icona de l'aplicació té una versió de 512x512 píxels per millorar la integració amb Mac OS X 10.5. Millorada la velocitat d'accés a les carpetes de l'historial i limitada a 50. |
| 1.5.5  | 7 de febrer de 2008    | 10.3.0                | Actualitzat el motor de Mozilla Gecko a la versió 1.8.1.12. Corregit problema al tancar Camino. Corregida la visualització de fitxers url. Camino ja no es bloqueja al utilitzar la paperera en la finestra de descàrregues. Correccions de visualització de taules editables en Mac OS X 10.5. Millorat el bloquejador d'anuncis. Millores a l'hora de guardar pàgines com a PDF. |
| 1.6    | 17 d'abril de 2008     | 10.3.9                | Actualitzacions automàtiques de Camino. Compatibilitat múltiple de Keychain. Millorada barra d'eines. Millores visuals amb noves icones. Més opcions pel lector de feeds. |
| 1.6.1  | 20 de maig de 2008     | 10.3.9                | Camino ja no es bloqueja quan s'afegeix un motor de cerca que utilitzi POST, més suport per motors de cerca i missatges d'error quan no se'n pot afegir un. Restaurada compatibilitat amb Adobe Dreamweaver. Millorada la seguretat de Keychain. |
| 1.6.2  | 11 de juliol de 2008   | 10.3.9                | Actualitzat motor Mozilla Gecko a la versió 1.8.1.15. Correccions de finestres emergents. Millorat el bloqueig d'anuncis. Millorades notificacions de feeds i OpenSearch. |
| 1.6.3  | 7 d'agost de 2008      | 10.3.9                | Actualitzat el motor del Mozilla Gecko a la versió 1.8.1.16. |
| 1.6.4  | 23 de setembre de 2008 | 10.3.9                | Actualitzat el motor del Mozilla Gecko a la versió 1.8.1.17. Millorat el bloqueig d'anuncis. Correccions als certificats. Correccions als marcadors amb contrasenya guardada a Keychain. |
| 1.6.5  | 18 de novembre de 2008 | 10.3.9                | Actualitzat el motor de Mozilla Gecko a la versió 1.8.1.18. Camino ja no es bloqueja quan falli el sistema ortogràfic de Mac OS X. Correccions en el tauler de preferències. Nova icona del gestor de feeds. Millorat el bloquejador d'anuncis. Afegit CamiTools a la llista de complements problemàtics. |
| 1.6.6  | 16 de desembre de 2008 | 10.3.9                | Actualitzat el motor de Mozilla Gecko 1.8.1.19. Actualitzat el codi de bloqueig d'animacions Flash per utilitzar FlashBlock 1.5.7. Millorat el bloqueig d'anuncis. |
| 1.6.7  | 31 de març de 2009     | 10.3.9                | Actualitzat el motor de Mozilla Gecko 1.8.1.21. Corregits plugins OpenSearch en Mac OS X 10.3.9. Millorat el bloqueig d'anuncis. Actualitzat icona de feeds de Google. Corregits errors en finestres emergents i menús contextuals. Millorada visualització de fitxers JavaScript. Corregits menús emergents en Mac OS X 10.5. Millorat el bloqueig d'animacions Flash amb FlashBlock 1.5.8 |
| 1.6.8  | 22 de juny de 2009     | 10.3.9                | Actualitzat el motor de Mozilla Gecko a la versió 1.8.1.22. Millorat el bloqueig d'anuncis. Correccions de la finestra de descàrregues. Correccions amb la visualització de cookies. |
| 1.6.9  | 26 d'agost de 2009     | 10.3.9                | Actualitzat el motor del Mozilla Gecko a la versió 1.8.1.23. Millorat el bloqueig d'anuncis. Millorat el bloqueig d'animacions flash amb FlashBlock 1.5.11. |
| 1.6.10 | 29 de setembre de 2009 | 10.3.9                | Java desactivat en Mac OS X 10.6 per evitar tancaments inesperats. Corregit una possible fallada al tancar una pestanya. Millorat el bloqueig d'anuncis. |
| 1.6.11 | 15 de març de 2010     | 10.3.9                | Actualitzat el motor de Mozilla Gecko a la versió 1.8.1.24. Millorat el bloqueig d'anuncis. Correccions al afegir excepcions de cookies i la presència de cookies amb dades no ASCII. Es poden afegir noves autoritats de certificació. |
| 2.0    | 18 de novembre de 2009 | 10.4                  | Millorada la gestió de pestanyes. Compatibilitat amb llocs segurs de Google. Missatges d'error per pàgines no segures o amb certificats no vàlids. Notificació de descàrregues a l'inici i al final. L'historial inclou una llista de les últimes 20 webs visitades. Noves funcions i suport per AppleScript. |
| 2.0.1  | 4 de desembre de 2009  | 10.4                  | Actualitzat el motor de Mozilla Gecko a la versió 1.9.0.16. Millorat el bloqueig d'anuncis. Correccions al menú d'ajuda en localitzacions no angleses en Mac OS X 10.6. L'informe d'errors de Camino ara pot enviar el seu correu electrònic perquè els desenvolupadors es posin en contacte amb l'usuari. |
| 2.0.2  | 23 de febrer de 2010   | 10.4                  | Actualitzat el motor de Mozilla Gecko a la versió 1.9.0.18. Possibilitat de reassignar combinacions de tecles com accessos directes de menús. Millorat bloqueig d'anuncis. Correccions visuals de la barra de marcadors. Correccions per localitzacions de Noruega. |
| 2.0.3  | 26 de maig de 2010     | 10.4                  | Actualitzat el motor de Mozilla Gecko a la versió 1.9.0.19. Correccions al tancar múltiples pestanyes. Correccions en el marcadorsi la importació de preferits. Millorat el menú contextual about:config. Visualització de cookies no segures a la llista de cookies. Millorat el bloqueig d'anuncis. Millorada l'actualització de l'aplicació i la informació mostrada. |
| 2.0.4  | 26 d'agost de 2010     | 10.4                  | Correcció en la reproducció de vídeos amb Flash 10.1. Correcció en la configuració d'impressió. Actualitzat el Java Embedding Plugin 0.9.7.3. Millorat el bloqueig d'anuncis. Correccions a la barra d'ubicació. |
| 2.0.5  | 26 d'octubre de 2010   | 10.4                  | Estabilitat millorada. Ara la funció d'imprimir a Google Calendar ja funciona. Millores en les dreceres de teclat utilitzant plugins en Mac OS X 10.6. Actualitzat el Java Embedding Plugin 0.9.7.4. Bloqueig de publicitat millorat. Millorada la visualització d'enllaços bloquejats. |
| 2.0.6  | 16 de novembre de 2010 | 10.4                  | Correccions amb els plugins Flash i Silverlight. Millorada la gestió dels marcadors. Camino pot guardar usuaris i contrasenyes per formularis web amb JavaScript. Millorada la visualització de fitxers descarregats. |
| 2.0.7  | 22 de març de 2011     | 10.4                  | Millorat l'ús de certificats SSL defectuosos. Restablerta la capacitat de Java per obrir noves finestres. |
| 2.0.8  | 9 de setembre de 2011  | 10.4                  | Millorat l'ús de certificats SSL defectuosos. Actualitzat el Java Embedding Plugin 0.9.7.5. Millorat el bloquejador de publicitat. Millores de visualització i marcadors. |
| 2.0.9  | 14 de setembre de 2011 | 10.4                  | Actualitzat el bloqueig d'animacions Flash amb FlashBlock 1.5.14. Camino ja no es penja quan se li sol·licita un protocol desconegut. Correcció d'estabilitat amb pantalla completa de Netflix. |
| 2.1    | 29 de novembre de 2011 | 10.4                  | Actualitzat el motor de Mozilla Gecko 1.9.2. Sistema d'auto-completat reescrit completament. Camino deshabilita certs plugins que considera insegur. Camino ja no inclou el plugin Java. La barra d'estat es pot ocultar. Mode "Work Offline" i "Go Online". |
| 2.1.1  | 21 de febrer de 2012   | 10.4                  | Actualització del motor Mozilla Gecko 1.9.2.27 que inclou correccions crítiques de seguretat i estabilitat. Bloquejades versions antigues de Flash Player. Millorat l'auto-completat. Millores en la gestió de l'historial, l'aparença del marcadors, la gestió del plugin Java i el bloquejador d'animacions Flash. Millores en el mode "sense connexió". Millores varies d'ús i visualització. |
| 2.1.2  | 14 de març de 2012     | 10.4                  | Actualitzat el motor Mozilla Gecko 1.9.2.28 que inclou correccions crítiques de seguretat i estabilitat. |